# Johan Storgård
Matts Johan Olavson Storgård (* 31. Oktober 1964 in Närpes) ist ein finnischer Schauspieler.

## Leben
Johan Storgård gehört zur finnischen Minderheit der Finnlandschweden. Gemeinsam mit Robert Enckell und Mats Långbacka  gründete er das schwedischsprachige Theater Viirus.
Mit dem von Leidulv Risan inszenierten Kriegsdrama Das Herz des Kriegers gab Storgård 1992 sein Leinwanddebüt. Seitdem spielte er in über 40 Film- und Fernsehproduktionen mit. So war er in Fernsehserien wie Nurses und Bordertown und Filmen wie Komplizinnen aus Angst und Eine vernünftige Lösung zu sehen. Für seine Darstellung des Henrik Backman in der Miniserie Gränsfall wurde er mit dem Fernsehpreis Venla als Bester Hauptdarsteller ausgezeichnet. Zudem bekam er 2007 die Auszeichnung Pro Finlandia.
Von 1997 bis 2008 war Storgård mit der Autorin und Politikerin Päivi Storgård verheiratet. Aus der Ehe stammen zwei Kinder.

## Filmografie
- 1992: Das Herz des Kriegers (Krigerens hjerte)
- 2000: Komplizinnen aus Angst (Pelon maantiede)
- 2007: Gränsfall
- 2009: Eine vernünftige Lösung (Det enda rationella)
- 2015: Nurses (Syke, Fernsehserie, eine Folge)
- 2016–2019: Bordertown (Sorjonen, Fernsehserie, 17 Folgen)
- 2021: Bordertown: Ein besserer Ort (Sorjonen: Muraalimurhat)